# William D. Connor
William Duncan Connor (* 24. März 1864 in Stratford, Ontario, Kanada; † 20. November 1944 in Phoenix, Arizona) war ein US-amerikanischer Politiker. Zwischen 1907 und 1909 war er Vizegouverneur des Bundesstaates Wisconsin.

## Werdegang
Im Jahr 1872 kam William Connor mit seinen Eltern aus seiner kanadischen Heimat nach Wisconsin, wo sich die Familie auf einer Farm im Wood County niederließ. Er besuchte die öffentlichen Schulen seiner neuen Heimat und die State Normal School in Oshkosh. Seit 1895 lebte er in Marshfield, wo er erfolgreich als Unternehmer in der Holzbranche arbeitete. Dabei gründete er mehrere Städte in Wisconsin und Michigan, die aus Arbeitscamps seines Unternehmens hervorgingen. Gleichzeitig schlug er als Mitglied der Republikanischen Partei eine politische Laufbahn ein. 20 Jahre lang saß er im Bezirksrat des Wood County. Dabei hatte er zwei Mal den Vorsitz dieses Gremiums inne. Zwischen 1892 und 1904 war er mehrfach Delegierter auf den regionalen republikanischen Parteitagen für Wisconsin. Im Jahr 1904 war er auch als Delegierter für die Republican National Convention vorgesehen. Aus innerparteilichen Gründen, er gehörte damals einer nicht erwünschten Minderheit innerhalb der Partei an, wurde er aber dort nicht zugelassen. Dessen ungeachtet war er zwischen 1904 und 1908 republikanischer Staatsvorsitzender für Wisconsin.
1906 wurde Connor an der Seite von James O. Davidson zum Vizegouverneur von Wisconsin gewählt. Dieses Amt bekleidete er zwischen 1907 und 1909. Dabei war er Stellvertreter des Gouverneurs und Vorsitzender des Staatssenats. Nach dem Ende seiner Zeit als Vizegouverneur zog er sich aus der Staatspolitik zurück und setzte seine geschäftliche Laufbahn fort. Außerdem war er Kurator einiger Schulen. William Connor starb am 20. November 1944 in Phoenix. Er war der Großvater von Melvin R. Laird der unter anderem Verteidigungsminister der Vereinigten Staaten war.